# Ulica Adama Mickiewicza w Warszawie

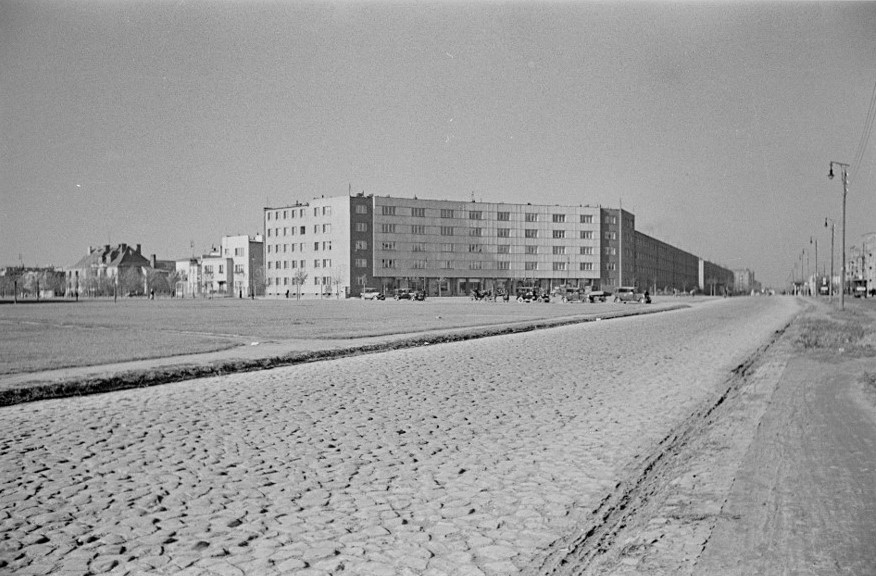
Ulica Adama Mickiewicza przy placu Inwalidów w 1935 roku

Ulica Adama Mickiewicza – ulica w warszawskiej dzielnicy Żoliborz.

## Historia
Ulica została wytyczona według planu z 1925 roku, którego autorami byli Józef Jankowski, Tadeusz Tołwiński oraz Antoni Jawornicki. W zamyśle projektantów wraz z ulicą Zygmunta Krasińskiego i aleją Wojska Polskiego miały być głównymi osiami nowej dzielnicy. Nazwa ulicy została nadana uchwałą Rady Miejskiej Warszawy z dnia 27 września 1926.
Na przecięciu z aleją Wojska Polskiego utworzono plac Inwalidów, zaś na skrzyżowaniu z Zygmunta Krasińskiego plac Żeromskiego (dzisiejszy plac Wilsona).
Przedwojenna zabudowa ulicy to zespół wybitnych dzieł architektury okresu międzywojennego. Pierwszą inwestycją przy ulicy była budowa Hotelu Oficerskiego przy placu Inwalidów 10 według projektu Romualda Gutta. W późniejszym okresie w budynku miało siedzibę kino "Mars" należące do Stanisława Krupińskiego. Na pierwszym piętrze budynku od roku 1935 działało XVI Gimnazjum Państwowe Żeńskie im. Aleksandry Piłsudskiej.
W dalszej kolejności zbudowano dom przy Mickiewicza 20, według projektu Rudolfa Świerczyńskiego, i w roku 1930 na placu Inwalidów 4/6/8 dom mieszkalny według projektu Kazimierza Tołłoczki i Tadeusza Tołwińskiego.
W latach 1930–31 przy Mickiewicza 27 powstał czteropiętrowy dom "Warszawa 1" z I serii budynków tego typu, wzniesiony według projektu Józefa Szanajcy i Stanisława Brukalskiego.
Jego przyuliczna elewacja jest bardzo długa, ma 245 metrów długości; wejścia na klatki schodowe zaprojektowano od podwórka, zaś dostęp do mieszkań zapewniły w części galerie komunikacyjne. W przyziemiu od strony pl. Wilsona i ul. Zygmunta Krasińskiego powstały lokale handlowe.
Budynek sąsiaduje z "galeriowcem" typu "Warszawa 4" III serii, wybudowanym w latach 1932-33 według projektu Józefa Szanajcy i Stanisława Brukalskiego. Jego fasada również jest silnie wydłużona; liczy 178,7 metra.
Jako że lata trzydzieste były okresem narodzin spółdzielczości, nowe spółdzielnie wznosiły swe domy również na ulicy Mickiewicza: pod numerem 30 w roku 1923 powstał dom Spółdzielni Mieszkaniowej "Budowa" według projektu Stanisława Zalewskiego, zaś pod numerem 37 wybudowała dom Kooperatywa Mieszkaniowa Nauczycieli Szkół Średnich m st. Warszawy "Znicz". Jej symbol - znicz olimpijski z wieńcem laurowym, został umieszczony w formie płaskorzeźby na elewacji.
Około roku 1935 przy Mickiewicza 32 czteropiętrowy dom wystawiła Urzędnicza Spółdzielnia Budowlano-Mieszkaniowa; w tym samym czasie przy Mickiewicza 17/19 swój budynek wzniósł Powszechny Zakład Ubezpieczeń Wzajemnych PZUW według projektu Bohdana Lacherta i Józefa Szanajcy. Również Państwowy Zakład Ubezpieczeń Wzajemnych Pracowników Umysłowych wybudował pod nr 34/36 budynek zwany Szklanym Domem, zaprojektowany przez Juliusza Żórawskiego, który uwzględnił pięć punktów nowoczesnej architektury sformułowanych przez Le Corbusiera.
W podobnym czasie przy Mickiewicza 18 swój dom wystawiła Spółdzielnia Budowlano-Mieszkaniowa Pracowników Umysłowych Państwowej Wytwórni Uzbrojenia.
Tramwaje pojechały ulicą Mickiewicza już w roku 1924, początkowo na odcinku do ul. Zajączka do ul. Mierosławskiego (wówczas skręcały w tę ulicę), wydłużonym w roku 1928 do ul. Teodora Toeplitza (wówczas noszącą nazwę Ustronie). W 1931 tramwaje pojechały odcinkiem od ul. Mierosławskiego do pl. Wilsona. W roku 1937 zakończono budowę żelbetowego wiaduktu łączącego wydłużoną ul. Bonifraterską ponad Dworcem Gdańskim z ul. Mickiewicza i tramwaje pojechały z pominięciem ulicy gen. Zajączka i ulicy Rafała Krajewskiego, nowe torowisko obsiano trawą, a ulicę obsadzono szpalerami drzew.
W roku 1930 z inicjatywy Towarzystwa Przyjaciół Żoliborza na terenie dawnego fortu Siergieja zaczęto urządzać park Stefana Żeromskiego według projektu Leona Danilewicza i Stanisława Zadora-Życieńskiego; został on oddany do użytku w roku 1933. W 1936 w pobliżu wejścia od strony pl. Wilsona stanęła rzeźba Henryka Kuny Dziewczyna z dzbanem, zwana Aliną.
W maju 1940 nazwa ulicy została zmieniona przez niemieckie władze okupacyjne na Invalidenstrasse, mieszkańcy nie używali jednak tej nazwy. Lata okupacji przyniosły zniszczenia w zabudowie, jednak szybko odbudowane po wojnie. W 1948 na dachu Szklanego Domu odbyło się przyjęcie z udziałem Pabla Picassa.
Do roku 1950 wyremontowano również domy pod numerami 17/19, 25, 27, oraz wystawiono nowy budynek, pod nr. 13/15. W drugiej połowie lat 50. na odcinku pl. Wilsona − ul. Żółkowskich powstało Osiedle Mickiewicza według projektu Barbary Konarskiej i Jerzego Paciorkowskiego.

## Ważniejsze obiekty
- Park Stefana Żeromskiego
- Szklany Dom w Warszawie